# Höhe 781
Die Höhe 781, ein namenloses geographisches Objekt nach Art eines Tafelberges, ist als dritthöchste Erhebung in Mauretanien einzureihen und liegt im vielfach zerklüfteten Nordwestabfall des Adrar-Plateaus. Die Höhe seines Gipfelpunktes von 781 m ist aus OpenTopoMap abzulesen. Es handelt sich um eine unregelmäßig umrandete Schichtstufe von rund 3500 Metern Ost-West-Länge bei etwa 2500 Meter Breite, die fast allseits um 300 m und mehr steil abfällt, nach Nordwesten und Nordosten in eine Senke, nach Südwesten und Südosten in schmale Canyons, jenseits derer sich weitere steil aufragende Tafelformationen erheben. Nur zwei Bergsättel im Westen und im Osten vermindern die Höhe des Steilabfalls auf rund 150 m. Das Gipfelplateau besteht aus dunklem Gestein.
Der Gipfelpunkt liegt 14 Kilometer südöstlich von Atar und 11 Kilometer südwestlich des Ebnou-Passes in der Region Adrar. Der allseitigen Steilabfälle machen das Gipfelplateau sehr unzugänglich.